# NHK小諸ラジオ中継局

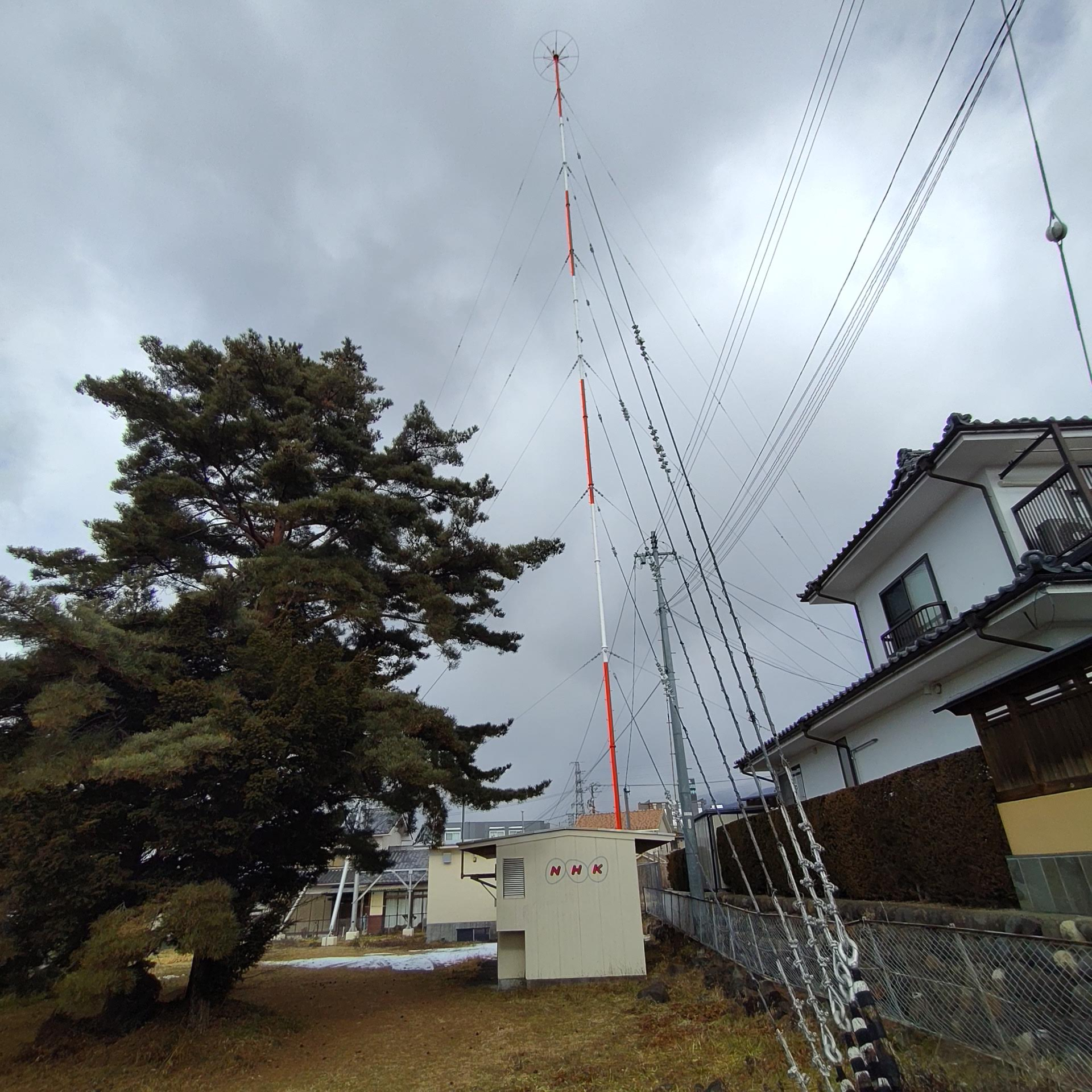
NHK小諸ラジオ中継局（長野県道131号峰の茶屋小諸線側から）

NHK小諸ラジオ中継局（エヌエイチケイこもろラジオ中継局）は、長野県小諸市にあるNHK長野放送局の中波放送中継局。正式な名称は、放送局としてはNHK小諸放送局（中継局は通称）、送信施設としては小諸ラジオ中継放送所である。

## 概要
- 当中継局は、小諸市八幡町2丁目4番地におかれ、佐久・小諸地域などへ電波を発射している。
- なお、信越放送ラジオは、佐久中継局を受信している。

## 中継局概要
| 放送局名 すべてNHK長野 | 周波数  | 空中線電力 | 放送対象地域 | 放送区域内世帯数 |
| ラジオ第1              | 1026kHz | 100W       | 長野県       | 約-世帯          |
| ラジオ第2              | 1539kHz | 100W       | 全国放送     | 約-世帯          |

- 呼出符号（コールサイン）は、第1放送がJONQ、第2放送がJONZであったが、1967年11月1日に廃止された。